# 物文主义
民法编写中的一种观点，与人文主义相对应。西塞罗开创，边沁、马克思和恩格斯、菲尔德、温德沙伊德、日本平凡社百科全书的作者、梁慧星等人继承，是指将民法的调整对象限定为财产关系而不包括人格或权利能力的内容。其目的是追求民法调整的诸种社会关系能统一在平等的基点上。这种观点与各国民法典中皆规定人格制度的做法矛盾。